# Historia Belize
Tereny Belize były zamieszkane przez cywilizację Majów, która w dziesiątym wieku naszej ery zaczęła upadać. Ziemie zostały odkryte przez Hiszpanów, którzy nie utrzymali swoich posiadłości i ewakuowali je po ataku piratów. Na ich miejsce przybyli w XVII wieku angielscy drwale. Ich osady wielokrotnie stawały się punktem konfliktu pomiędzy Hiszpanią a Wielką Brytanią. W XIX wieku terytorium Belize zostało oficjalnie ogłoszone kolonią o nazwie Honduras Brytyjski. Od lat trzydziestych XX wieku rozwijał się tam ruch niepodległościowy, tłumiony początkowo przez władze. Niepodległość Belize została ustanowiona 21 września 1981 roku.

## Okres przedkolumbijski
Dzisiejsze Belize zostało zasiedlone przez Majów około 2500 lat przed naszą erą. Przechodzenie od wędrownej do osiadłej formy życia trwało na tym terenie do około 250 roku naszej ery, kiedy to zaczęła się dla cywilizacji Majów epoka klasyczna. Trwała ona do około 950 roku, szacuje się, że w szczytowym momencie jej rozwoju na terenie Belize zamieszkiwało ponad 400 000 ludzi. Następnie z nieznanych do końca przyczyn cywilizacja ta zaczęła podupadać. Wyniki prac archeologicznych prowadzonych w największym z miast dawnej cywilizacji – Altun Ha sugerują, że do upadku cywilizacji przyczynić się mogła rebelia o podłożu klasowym.
Na początku XVI wieku terytorium Belize zamieszkane było przez potomków Majów, między innymi przez ludy Mopan i Manche Ch'ol.

## Kolonizacja

### Okres hiszpański

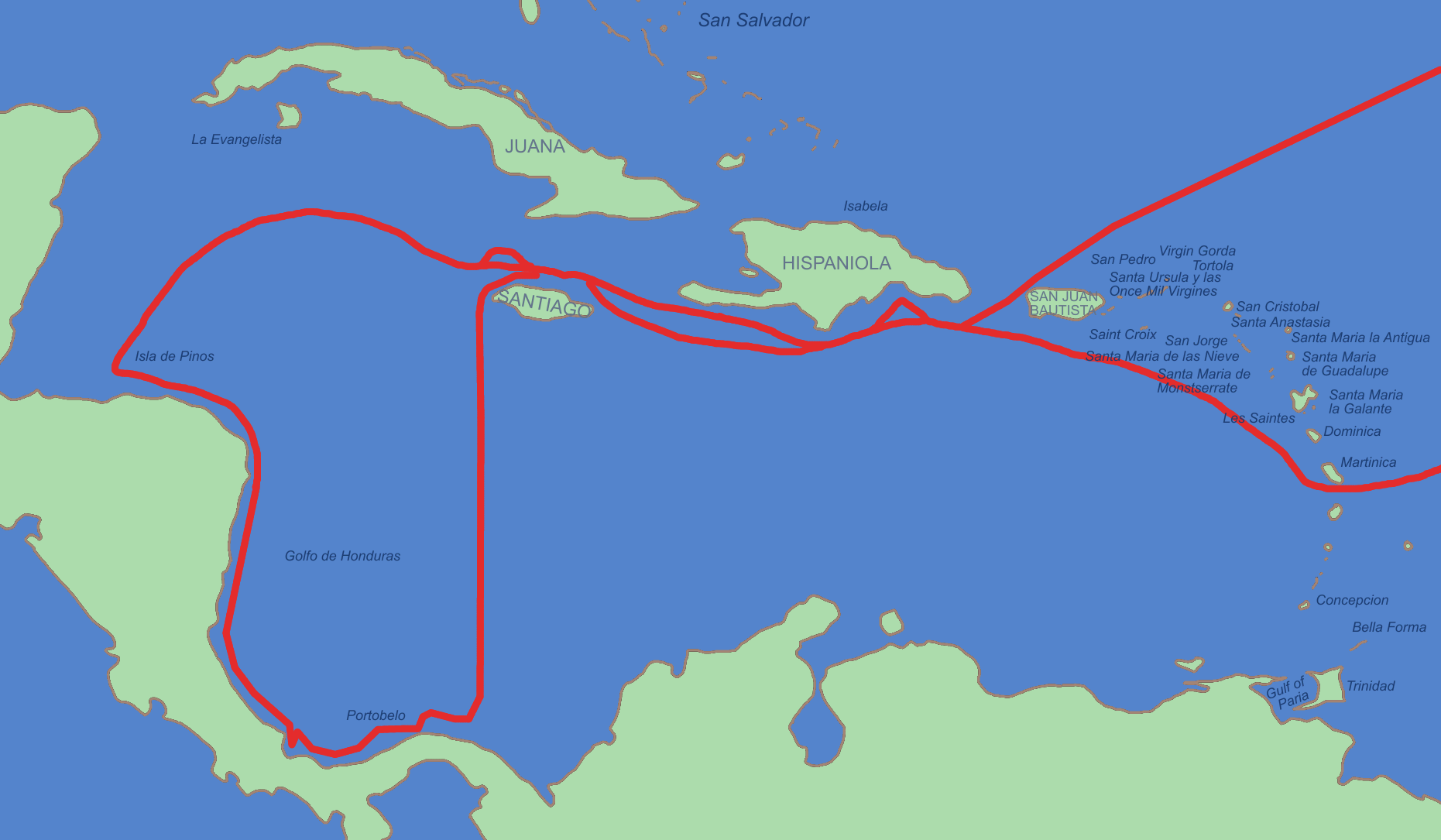
Czwarta wyprawa Krzysztofa Kolumba z lat 1502–1504

Czwarta wyprawa Krzysztofa Kolumba w 1502 roku dotarła do Zatoki Honduraskiej. Rejs wzdłuż wschodnich wybrzeży Jukatanu odbyli kilka lat później nawigatorzy Kolumba – Juan Díaz de Solís i Martín Alonso Pinzón. Hernán Cortés dotarł do południowo-zachodniego Belize w 1525 roku, zaś próby włączenia półwyspu do hiszpańskiego imperium kolonialnego rozpoczęły się dwa lata później. Tereny Belize okazały się bardzo trudne do kontrolowania. Stały się one terenem ucieczki ludności indiańskiej z terenu półwyspu, co jednak sprzyjało rozprzestrzenianiu się czarnej ospy i żółtej gorączki. Choroby te, wraz z występującą w Belize malarią, zdziesiątkowały ludność regionu. W XVII wieku dochodziło do rebelii Majów przeciwko zwierzchności hiszpańskiej, na co kolonizatorzy odpowiadali przesiedleniem osad indiańskich na tereny Gwatemali. Cios obecności hiszpańskiej we wschodnim Jukatanie zadali piraci, którzy w 1642 i 1648 roku złupili miasto Salamanca de Bacalar, doprowadzając tym do jego opuszczenia. Hiszpanie walki z buntującymi się belizeńskimi Majami prowadzili do początków XVIII wieku.

### Konflikt angielsko-hiszpański
Na terenie Belize od około 1630 roku zaczęły powstawać angielskie osady drwali przybyłych z Jamajki. Zaludnione były głównie przez czarnoskórych niewolników, którzy trudnili się produkcją mahoniu oraz kampeszu. Wyprodukowane drewno trafiało do Anglii przez Jamajkę. W związku z napływem nowych drwali zaczęły również tworzyć się osiedla produkujące żywność na ich potrzeby. Wobec rozrostu faktorii zaczęło dochodzić do konfliktów między Anglią a Hiszpanią. Anglicy uznawali przynależność Belize do hiszpańskiego imperium kolonialnego, rościli sobie jednak prawa do prowadzenia wyrębu na tym terytorium. Konflikty te osiągnęły swoje apogeum w XVIII wieku, mimo że Hiszpanie w 1713 roku uznali angielskie prawa do faktorii. W latach trzydziestych usunęli oni Anglików z terenów Belize, jednak w 1742 roku koloniści powrócili do swoich osiedli zajmując przy okazji wyspę Roatán. Po trzech latach starć granicznych wojska hiszpańskie opanowały ponownie Belize w 1753 roku, koloniści i tym razem jednak wrócili po wycofaniu się przeciwnika. Spór między mocarstwami o środkowoamerykańskie terytorium miał zostać uregulowany przez traktat paryski z 1763 roku, kończący wojnę siedmioletnią. Brytyjczycy mieli zagwarantowane prawo do prowadzenia wyrębu na terytorium Belize, musieli jednak zlikwidować wszystkie zbudowane tu fortyfikacje.
Postanowienia traktatu co do Belize nie weszły w życie. Koloniści brytyjscy domagali się uznania tego terytorium za kolonię Wielkiej Brytanii. W 1765 roku wyłonili spośród siebie władze samorządowe. Próbę przeciwdziałania zamysłom drwali podjęły władze Kapitanii Generalnej Gwatemali. W 1773 roku zainspirowali rebelię belizeńskich niewolników obiecując im wolność. Doprowadziło to do zabicia kilku Anglików, Murzyni jednak szybko ewakuowali się na tereny kapitanii. O próbie zbrojnego rozstrzygnięcia zatargu zdecydował wybrany w 1779 roku na kapitana generalnego Matías de Gálvez y Gallardo. Na czele 14-tysięcznej armii zaatakował on z powodzeniem wyspę Roatán i Wybrzeże Moskitów. Starcia zbrojne zostały jednak przerwane na skutek podpisania pokoju wersalskiego 3 września 1783 roku, który określał granice brytyjskiej kolonii w Belize. Szczegóły dotyczące brytyjskich posiadłości w Ameryce Centralnej zostały omówienie w konwencji londyńskiej 1786 roku. Zakładała ona, że Wielka Brytania zrezygnuje ze swych wpływów w Moskitii, w zamian zaś granice Belize zostały rozszerzone do dzisiejszych rozmiarów. W tym roku Belize otrzymało osobnego gubernatora (od 1780 roku funkcjonował zarządca podlegający gubernatorowi Jamajki).
W roku 1778 tereny Belize zamieszkiwało 5–6 tysięcy ludzi.
Ostatnią hiszpańską próbę zawładnięcia całym Jukatanem podjął w 1798 roku gubernator tej prowincji. Zgromadził on około 30 okrętów obsadzonych przez 500 marynarzy oraz 2000 żołnierzy piechoty. Po kilku drobniejszych starciach, 10 września doszło do trwającej 2,5 godziny bitwy pod St. George’s Caye. Zakończyła się ona zwycięstwem Brytyjczyków, które ostatecznie rozstrzygnęło spór terytorialny między dwoma mocarstwami.
Na miejscu wytworzyła się oligarchia – grupa ta posiadała około 80 procent ziemi i połowę niewolników. Mimo że mieszkańcy Belize nie mieli prawa do wybierania sobie władz, zdecydowali oni o przejęciu części samorządu przez ustanowione przez siebie Public Meeting. Mogli przez to kontrolować handel, opodatkowanie i sądownictwo. Grupa ta wchodziła w konflikt z oficjelami hiszpańskimi. W 1789 roku doprowadzili do odwołania superintendenta pułkownika Edwarda Marcusa Desparta, w 1816 roku próbował przeciwstawić im się superintendent George Arthur osiągając tylko częściowy sukces.

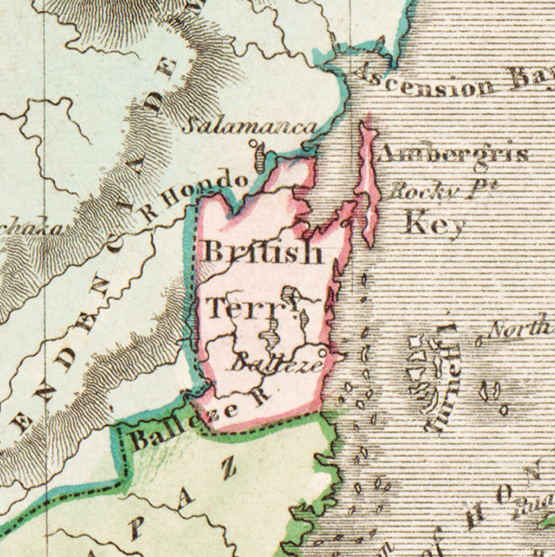
Belize, 1831

Inną ważną grupą mieszkańców stanowili niewolnicy. Byli to ludzie urodzeni najczęściej nad Zatoką Gwinejską, na terytorium Kongo lub Angoli, którzy zostali zakupieni na targach karaibskich. Wzmianki o pierwszych niewolnikach pochodzą z roku 1724, po stu latach zaś miało być ich około 2 300, głównie Ibo. Około 80 procent z mężczyzn pracowało przy wyrębie drewna, kobiety zaś zajmowały się głównie pracami domowymi. Najczęściej podejmowaną próbą odzyskania wolności były ucieczki do kolonii hiszpańskich, zaś po ich dekolonizacji niewolnicy wybierali głównie Gwatemalę i Honduras. Rzadziej podejmowane były ryzykowne zbrojne bunty – ostatnią wzniecili w 1820 roku Will i Sharper. Od strony prawnej sytuacja czarnoskórych zmieniła się w latach trzydziestych XIX wieku. Pod naciskiem Colonial Office Public Meeting 5 lipca 1831 roku uchwaliło nadanie wolnym Murzynom praw cywilnych. Ostateczne zniesienie niewolnictwa nastąpiło w 1838 roku, nie przyniosło jednak radykalnej poprawy losu czarnoskórych, a jedynie zmieniło metody utrzymywania ich zależności od oligarchów z prawnej na ekonomiczną.
Na początku XIX wieku pojawiła się w Belize społeczność Garifuna. Potomkowie Karaibów i Afrykanów zostali tu osiedleni przez Brytyjczyków w 1802 roku, inni byli uciekinierami z Hondurasu po wojnie domowej 1832 roku. Największą z ich osad była Dangriga. W 1872 roku dla Garifuna i Majów utworzono specjalne rezerwaty.

## Honduras Brytyjski
W 1853 roku Stany Zjednoczone wymusiły na Wielkiej Brytanii sformalizowanie statusu jej posiadłości w Belize. Podpisany w 1850 roku traktat Clayton–Bulwer zabraniał stronom kolonizacji Ameryki Centralnej, co było zgodne z ideą doktryny Monroego. Ponieważ osady w Belize nie były oficjalną kolonią brytyjską, prezydent Franklin Pierce zasugerował, aby Brytyjczycy opuścili zajmowane tereny Ameryki Centralnej. Strona brytyjska preferowała jednak inne rozwiązanie. W 1854 roku nadali Belize konstytucję, na mocy której powołano do życia wybierane przy uwzględnieniu cenzusu majątkowego Zgromadzenie Ustawodawcze (ang. Legislative Assemble). W 1862 roku Belize zostało oficjalnie ogłoszone kolonią o nazwie Honduras Brytyjski.
W trakcie toczonej przez całą drugą połowę XIX wieku w meksykańskim Jukatanie wojny kastowej Honduras Brytyjski został dotknięty niektórymi z działań prowadzonych przez Majów. Działania jakie Brytyjczycy podejmowali w celu obrony przed Majami były bardzo kosztowne. Właściciele ziemscy odczuwali zagrożenie ze strony zrewoltowanych Indian i nie chcieli płacić podatków od posiadłości, których musieli samodzielnie bronić. Walkami z Majami nie byli z kolei zainteresowani przebywający kupcy, którzy uważali że środki na obronę powinny zapewniać wysokie podatki od własności ziemskiej. ponieważ grupy te nie mogły dojść do porozumienia w Zgromadzeniu Ustawodawczym, wystosowały one prośbę do Wielkiej Brytanii o ustanowienie rządów bezpośrednich. Nowa konstytucja Hondurasu Brytyjskiego została uchwalona w kwietniu 1871 roku. Zamieniała ona Zgromadzenie Ustawodawcze na Radę Ustawodawczą (ang. Legislative Council) i przeniosła centrum decyzyjne do metropolii.
Ostatnie ćwierćwiecze XIX wieku to okres dominacji Belizeńska Kompania Produktów i Nieruchomości (ang. Belize Estate and Produce Company – BEC). Przedsiębiorstwo to funkcjonowało do 1875 roku jako British Honduras Company. Weszło ono w posiadanie około połowy prywatnej własności ziemskiej w kolonii, a jego menedżerowi przysługiwało stałe miejsce w Radzie. Miejsca takiego nie mieli za to czarnoskórzy Kreole – w 1890 roku złożyli wniosek, aby część Rady Ustawodawczej była wybierana w wyborach. Gubernator nie przystał na ten postulat, zamiast tego dwa lata później wprowadził kilku wybranych przez siebie przedstawicieli kreolskich do tego ciała.
W wyniku wybuchu I wojny światowej zwiększyło się zapotrzebowanie na produkowane w Hondurasie Brytyjskim drewno. Jako poddani brytyjscy, mieszkańcy brali udział w walkach na terenie Europy. Po powrocie do kraju czarnoskórzy kombatanci pod przywództwem Samuela Haynesa wywołali zamieszki na tle rasowym. Niezadowoleni z traktowania przez białych zwierzchników podczas wojny przystąpili do demolowania sklepów Białych. Z manifestującymi w ten sposób byłymi żołnierzami poradziło sobie dopiero wezwane wojsko.
W latach dwudziestych widocznym trendem w gospodarce było odejście od tradycyjnych kontraktów z metropolią na rzecz zacieśniania stosunków ekonomicznych z USA. Towarzyszyło temu wejście na rynek belizeński szeregu firm amerykańskich takich jak United Fruit Company, Kramer Estate, Tropical Oil Pruducts i Empire Starch Products Company – ich inwestycje nie zakończyły się jednak sukcesem. Jednocześnie Stany Zjednoczone stanowiły w tym okresie chłonny rynek zbytu dla cały czas dominującej w kolonii branży drzewnej.
Dalsze fale niezadowolenia wywołał wielki kryzys, który znacznie zmniejszył zapotrzebowanie na wytwarzane w Hondurasie Brytyjskim surowce. Jego efekt spotęgował huragan, który we wrześniu 1931 roku zniszczył stołeczne Belize City zabijając ponad tysiąc osób. Oburzenie wywołało skierowanie pomocy do Belizeńskiej Kompanii Produktów i Nieruchomości z niemalże pominięciem poszkodowanych pracowników. Protesty zaczęły przybierać na sile w 1931 roku; robotnicy żądali poprawy warunków na jakich byli zatrudnieni oraz legalizacji związków zawodowych, co nie spotkało się z akceptacją gubernatora Johna Burdona. W 1934 roku szczególną aktywność przejawiały nielegalne Brygady Bezrobotnych pod wodzą Antonia Soberanisa Gómeza, które w lutym i październiku zorganizowały kilkutysięczne demonstracje w stolicy kolonii. Choć Antonio Gómez trafił do więzienia, to część postulatów ruchu, na czele z organizacją robót publicznych, była realizowana. Związki zawodowe zalegalizowano w 1943 roku.
Niezadowolenie społeczne przerodziło się wkrótce w ruch niepodległościowy. Antonio Soberanis Gómez stanął na czele Stowarzyszenia Pracowników i Bezrobotnych (ang. Labourers and Unemployed Association). Grupa ta traktowała niepodległość jako drogę do poprawy sytuacji robotników w Belize. Innymi motywacjami kierował się Marcus Garvey. Założył on Powszechne Stowarzyszenie na rzecz Poprawy Sytuacji Murzynów (ang. Universal Negro Improvement Association), które odwoływało się do wartości nacjonalistycznych i rasistowskich. Trzecią drogą do niepodległości miała być powszechna demokratyzacja. Jej zwolennicy domagali się zwłaszcza zmiany konstytucji uchwalonej w 1935 roku, która ustalała wyborczy cenzus majątkowy spełniony jedynie przez dwa procenty populacji. Chwilowe uspokojenie emocji przyniosła II wojna światowa i związana z nią emigracja zarobkowa do Wielkiej Brytanii i Stanów Zjednoczonych.
Kolejny kryzys wywołał w grudniu 1949 roku gubernator Hondurasu Brytyjskiego. Złamał on dane wcześniej słowo i wbrew zaleceniom Rady Ustawodawczej przeprowadził dewaluację dolara Hondurasu Brytyjskiego. Krok ten korzystny był dla najbogatszych przedsiębiorców, zaś dla większości społeczeństwa oznaczał wzrost cen. Odpowiedzią niezadowolonych było powstanie Komitetu Ludowego, który 29 września 1950 roku przekształcono w Zjednoczoną Partię Ludową (ang. People’s United Party, PUP). Stali oni na stanowisku niepodległościowym, domagali się również reform konstytucji i prawa pracy. Odpowiedzią gubernatora było rozwiązanie Rady Miejskiej Belize City w lipcu 1951 roku i aresztowanie dziennikarzy Belize Billboard związanych z PUP. Odczucie skutków dewaluacji doprowadziło we wrześniu 1952 roku do ogłoszenia przez Powszechny Związek Pracowników (ang. General Workers’ Union, GWU) strajku w całym Belize. BEC rozprawił się ze strajkami siłą, ale pozostali przedsiębiorcy zaakceptowali żądania pracownicze.
W 1954 roku została uchwalona nowa konstytucja, która dawała prawa wyborcze wszystkim piśmiennym dorosłym, a Radę Ustawodawczą zamieniono w Zgromadzenie Ustawodawcze. W kwietniu tego roku przeprowadzono wybory, w których 8 na 9 miejsc zdobył PUP, kierowany przez George’a Price’a. W lipcu 1958 roku z połączenia dwóch mniejszych partii powstała Narodowa Partia Niepodległościowa (ang. National Independence Party, NIP). Postulowała ona połączenie dążeń niepodległościowych ze zmianami ustrojowymi, co tym razem spotkało się z przychylnością gubernatora i rządu w Londynie. W lutym 1960 roku w Londynie przedstawiciele Hondurasu Brytyjskiego dyskutowali nad nową konstytucją dla kolonii. PUP i NIP utworzyły na tę okazję koalicję – Zjednoczony Front. Nowa konstytucja podwajała liczbę wybieralnych członków Zgromadzenia Ustawodawczego i wprowadzała urząd premiera. Jako pierwszy stanowisko to piastował od 1961 roku George Price, jego partia zdobyła bowiem wszystkie wybieralne miejsca w majowych wyborach.
W październiku 1961 roku Honduras Brytyjski padł ofiarą huraganu „Hattie”. Zniszczył on stolicę kolonii zabijając ponad 400 osób i pozbawiając domu kolejne 65 tysięcy. Straty były na tyle duże, że w dziesięć lat po huraganie zdecydowano się na przeniesienie stolicy z Belize City do Belmopanu. Kolejną wielką katastrofą był huragan „Greta”, który we wrześniu 1978 roku dotknął głównie terenów rolniczych niszcząc uprawy i infrastrukturę elektryczną. Z kolei styczeń 1980 roku przyniósł Belizeńczykom klęskę powodzi, która wymusiła ewakuację kilkudziesięciu tysięcy mieszkańców. Pomoc z Wielkiej Brytami tylko w pewnym stopniu zrekompensowała poniesione szkody.
Od 1 czerwca 1973 roku kolonia – na wniosek PUP – nosiła nazwę Belize. Na drodze do niepodległości stała już tylko Gwatemala. W 1939 roku gwatemalski dyktator Jorge Ubico wypowiedział Wielkiej Brytanii układ podpisany przez państwa 80 lat wcześniej. Ze względu na niewypełnienie jednego z punktów porozumienia zgłaszał on roszczenia terytorialne względem brytyjskiej kolonii. Konflikt odrodził się po II wojnie światowej, kiedy to, w 1945 roku, w gwatemalskiej konstytucji znalazł się nowy podział administracyjny państwa, określający Honduras Brytyjski za jeden z 23 gwatemalskich departamentów. Zamach stanu w 1954 roku usztywnił stanowisko Gwatemali. Pierwsze negocjacje z Wielką Brytanią rozpoczęto w maju 1961 roku. W styczniu 1962 roku Gwatemala sprowokowała incydenty na granicy z kolonią brytyjską, a w 1964 roku całkowicie zerwała stosunki dyplomatyczne z tym państwem. W ciągu kolejnych 20 lat trzykrotnie próbowano uregulować problem roszczeń gwatemalskich, jednak do uzyskania niepodległości przez Belize nie osiągnięto trwałego porozumienia.

## Niepodległość
Belize stało się niepodległym państwem 21 września 1981 roku. Pierwszym premierem został George Price, który głosił potrzebę zbliżenia z pozostałymi państwami Ameryki Centralnej – wbrew obawom o latynizację kraju wyrażaną przez niektórych polityków.
Aby zapewnić państwu bezpieczeństwo, jeszcze w 1978 roku utworzono paramilitarne Belizeńskie Siły Obrony (ang. Belize Defence Forces). Stanowiło je 600 osób przeszkolonych przez Brytyjczyków, którzy utrzymywali w kolonii dwa tysiące żołnierzy. Po ogłoszeniu niepodległości Belize zostało członkiem Brytyjskiej Wspólnoty Narodów, garnizon brytyjski pozostał na miejscu w celu wspomagania tworzenia regularnej armii. Ostatecznie Belizyjczycy przejęli zadanie zapewnienia bezpieczeństwa państwa w 1994 roku.
Gospodarka Belize przeszła znaczną zmianę w okresie zabiegów o niepodległość. Zmarginalizowana została branża drzewna – z 80 procent udziału w eksporcie w latach pięćdziesiątych spadła do 1,9 procent w 1981 roku. Na miejsce wyrębu weszło głównie rolnictwo – wsparła je reforma rolna przeprowadzona w latach 1971–1984, która doprowadziła do przekazania ponad 500 tysięcy akrów ziemi robotnikom. Szczególne miejsce wśród produktów rolnych stanowiła marihuana, która łącznie przynosiła producentom równowartość jednej trzeciej produktu krajowego brutto. Od lat pięćdziesiątych podwoiła się również populacja państwa – oprócz przyrostu naturalnego wpłynęły na to także ucieczki ludności cywilnych z ogarniętych konfliktami państw regionu. Przez kolejne 10 lat liczba ludności wzrosła o około jedną trzecią: z 145 tysięcy w 1980 roku do 200 tysięcy w 1991 roku. Charakterystyczna była duża intensywność migracji. W ciągu tego dziesięciolecia około 45 tysięcy Belizeńczyków wyemigrowało (głównie do USA), zaś w ich miejsce przybywali w dalszym ciągu imigranci z hiszpańskojęzycznych państw Ameryki Centralnej.
Otwartą kwestią pozostały kontakty z Gwatemalą. Państwo to nie uznało niepodległości Belize, zamknęło przejścia graniczne i dalej zgłaszało roszczenia terytorialne. Stosunki obustronne zostały nawiązanie w grudniu 1986 roku, a w 1988 państwa te powołały komisje w celu wyjaśnienia dzielących je problemów. Rozmowy prowadzone na przełomie lat osiemdziesiątych i dziewięćdziesiątych doprowadziły do uznania Belize przez Gwatemalę 5 września 1991 roku. Nie zrezygnowała ona jednak z roszczeń do dystryktu Toledo.
Czas urzędowania Price’a przypadł na okres kryzysu gospodarczego w młodym państwie. Wskaźnik wzrostu PKB na poziomie -5,7 procent, dwunastoprocentowy spadek płac, zmniejszenie o połowę rezerw dewizowych w latach 1981–1984 doprowadziły do zmiany preferencji wyborczych w wyborach z 1984 roku. Zwyciężyła w nich Zjednoczona Partia Demokratyczna (ang. Unitet Democratic Party, UDP), a stanowisko premiera objął Manuel Esquivel. Wprowadzono liczne reformy neoliberalne, sprywatyzowano przedsiębiorstwa państwowe i zintensyfikowano wymianę handlową ze Stanami Zjednoczonymi. Doprowadziło to do zwiększenia rezerw walutowych z 4 milionów w 1984 do 33 milionów dolarów w 1987 roku. Price ponownie sprawował urząd premiera w latach 1989–1993, następnie urząd ten ponownie objął Esquivel. W tym samym roku miała miejsce zmiana gubernatora (przedstawiciela Korony Brytyjskiej w Belize), urzędującą od uzyskania niepodległości Manitę Gordon zastąpił Colville Young. W latach 1998–2008 premierem Belize był Said Musa, po którym urząd objął Dean Barrow.